# Бардоліно к'ярето
Бардоліно к'ярето (італ. Bardolino Chiaretto) — італійське сухе рожеве купажне вино, виробляється у виноробній зоні Бардоліно регіону Венето. Виробляється з винограду місцевих сортів Корвіна, Рондинела, Молінара. Має категорію якості — італ. Denominazione di Origine Controllata (DOC).
Щоб отримати рожеве вино з  червоних сортів винограду зібраний виноград після 12-36 годинної мацерації (настоювання виноградного сусла на твердих компонентах ягід) проходить процес віджиму і ферментацію в чанах з терморегуляцією. Витримка вина здійснюється зазвичай в резервуарах з нержавіючої сталі. 
Вино виготовлене у муніципалітеті Бардоліно містять на етикетці слово «Classico» (повна назва вина «італ. Bardolino Chiaretto Classico»). 
Аромат бардоліно к'ярето складний —  фіалка, троянда, фрукти. Колір ніжно-рожевий. Вино елегантне, смак м'який з приємною кислотністю. Гарно поєднується зі стравами з морепродуктів, білим м'ясом, м'якими сирами. Температура подачі 10 — 12 °C.